# Алашань
Алаша́нь (Цзяляньшань, Хеланьшань) — гірський, дуже розчленований хребет у Китаї, в провінціях Ганьсу і Внутрішня Монголія.
Хребет простягається з півночі на південь вздовж південно східної окраїни піщаної пустелі Алашань. Довжина близько 270 км, висота до 3 600 м. Відокремлює родючу і густозаселену долину річки Хуанхе від пустелі.
Складений переважно гнейсами, сланцями і вапняками. Кам'янисті пустелі і напівпустелі. Рослинність біля підніжжя напівпустельна і пустельна, вище на схилах — ліси (дуже вирубані) і гірські луки.